# Strumigenys philiporum
Strumigenys philiporum är en myrart som beskrevs av Brown 1988. Strumigenys philiporum ingår i släktet Strumigenys och familjen myror. Inga underarter finns listade i Catalogue of Life.